# Вінді-Гіллс (Кентуккі)
Вінді-Гіллс (англ. Windy Hills) — місто (англ. city) в США, в окрузі Джефферсон штату Кентуккі. Населення — 2427 осіб (2020).

## Географія
Вінді-Гіллс розташоване за координатами 38°16′12″ пн. ш. 85°38′11″ зх. д. / 38.27000° пн. ш. 85.63639° зх. д. (38.270061, -85.636280).  За даними Бюро перепису населення США в 2010 році місто мало площу 2,39 км², з яких 2,38 км² — суходіл та 0,01 км² — водойми.

## Демографія
Згідно з переписом 2010 року, у місті мешкало 2385 осіб у 1097 домогосподарствах у складі 715 родин. Густота населення становила 997 осіб/км².  Було 1170 помешкань (489/км²).
Расовий склад населення:
| - 94,3 % — білих - 2,8 % — чорних або афроамериканців - 1,5 % — азіатів - 0,1 % — корінних американців |

До двох чи більше рас належало 0,5 %. Частка іспаномовних становила 0,9 % від усіх жителів.
За віковим діапазоном населення розподілялося таким чином: 17,7 % — особи молодші 18 років, 53,7 % — особи у віці 18—64 років, 28,6 % — особи у віці 65 років та старші. Медіана віку мешканця становила 53,5 року. На 100 осіб жіночої статі у місті припадало 85,7 чоловіків;  на 100 жінок у віці від 18 років та старших — 81,9 чоловіків також старших 18 років.
Середній дохід на одне домашнє господарство  становив 108 773 долари США (медіана — 83 750), а середній дохід на одну сім'ю — 130 162 долари (медіана — 108 750). Медіана доходів становила 66 667 доларів для чоловіків та 51 964 долари для жінок. За межею бідності перебувало 3,0 % осіб, у тому числі 0,0 % дітей у віці до 18 років та 5,2 % осіб у віці 65 років та старших.
Цивільне працевлаштоване населення становило 1141 осіб. Основні галузі зайнятості: освіта, охорона здоров'я та соціальна допомога — 27,4 %, науковці, спеціалісти, менеджери — 15,2 %, фінанси, страхування та нерухомість — 12,2 %, роздрібна торгівля — 10,1 %.